# Д’Антрег, Луи Александр де Лоне
Эмманюэль Анри́ Луи́ Алекса́ндр де Лонэ, граф д’Антре́г (фр. Emmanuel Henri Louis Alexandre de Launay, comte d'Antraigues; 25 декабря 1753, Монпелье или Вильнёв-де-Бер — 22 июля 1812, Барн, пригород Лондона) — один из влиятельных французских эмигрантов-роялистов, публицист, памфлетист, депутат и дипломат; тайный агент и политический авантюрист времён Революции и наполеоновских войн. На протяжении ряда лет состоял на русской службе у Александра I. Последние годы жил в Англии и был убит вместе с женой мадам де Сент-Юберти при невыясненных обстоятельствах.

## Биография
Родился в Вильнёв-де-Бер (департ. Ардеш) в 1753 году (согласно другим источникам в Монпелье). Находился на военной службе с 14 лет. Отказ от дуэли заставил его покинуть службу. После знакомства с вольнодумцами Вольтером, Руссо и Мирабо разочаровался в службе королю и вышел в отставку в чине капитана пьемонтской кавалерии. В 1776 г. прожил несколько месяцев у Вольтера в Фернее. Вместе со своим дядей, графом де Сен-При, посетил Константинополь и Египет, на обратном пути — Речь Посполитую. Вернувшись, издал «Памятную записку о Генеральных штатах, их правах и способе их созыва» (Mémoire sur les Etats-généraux, leurs droits et la manière de les convoquer; 1788). Сочинение отличается безграничным свободолюбием.
С началом Французской революции граф д’Антрег, известный своими выступлениями против монархии, был избран в Генеральные штаты. После клятвы в зале для игры в мяч входил в учредительное собрание. Ещё в 1788 году он опубликовал трактат, обосновывающий необходимость созыва генеральных штатов, где, в частности, писал:
Третье сословие — это народ, а народ — фундамент государства, если не сказать само государство. Именно в народе воплощена вся сила нации и для народа существуют все государства.
По мере радикализации революционных масс граф д’Антрег, наоборот, эволюционировал вправо. Выступил защитником поземельной аристократии и королевского вето и поэтому в 1790 году отказался от звания депутата. Желая спасти от гильотины короля и особенно королеву, он принимал участие в заговоре маркиза де Фавра. Когда заговорщики были разоблачены, сумел сбежать в Лозанну, куда за ним последовала и его подруга мадам де Сент-Юберти, любимая оперная певица королевы. В Италии вскоре после венчания у них родился сын.
Ловкий и обходительный аристократ был намерен посвятить свою кипучую энергию и таланты графу Провансскому, по просьбе которого был причислен к испанскому, а затем российскому посольству в Венецианской республики. Во время пребывания будущего Людовика XVIII в Вероне отвечал за порядок в городе и его личную безопасность.
После вторжения французов в Италию был арестован при проезде через Триест и доставлен в Милан, где предстал перед Наполеоном. Среди его бумаг были обнаружены документы, подтверждающие связи генерала Пишегрю с роялистами. Поскольку Наполеон разрешил д'Антрегу уехать в Австрию, граф Провансский начал подозревать последнего в двойной игре и предательстве. Сам д’Антрег объяснял чудесное освобождение связями своей жены в окружении Наполеона.
Следующие пять лет жил в Граце и Вене на пенсию, которую назначил Павел I. Пытаясь повредить своему бывшему покровителю, д’Антрег заявлял, что в его распоряжении находятся бумаги Мальзерба, из которых следует, что Людовик XVI отстранил графа Провансского от наследования престола.
Принял православие. В 1802-06 гг. представлял интересы России при дрезденском дворе. Там он выступил против Бонапарта с памфлетом «Отрывок из 18-й книги Полибия, найденной на горе Афоне» (Fragment du 18-е livre de Polybe trouvé sur le mont Athos). Саксонское правительство было вынуждено просить его отозвать. После заключения Тильзитского мира под нажимом Наполеона  был уволен из-за распространяемых им антинаполеоновских памфлетов. 
По возвращении в Россию ему стало известно о тайных статьях Тильзитского мирного договора и он отправился в Англию с сообщением для министра лорда Каннинга, чем приобрёл сильное влияние на министра, ничего не предпринимавшего более во французских делах, не посоветовавшись предварительно с д’Антрегом, и назначившего ему большую пенсию. Несмотря на свою приверженность Бурбонам и тайную деятельность в их пользу, он все же не добился полного доверия Людовика XVIII. В Лондоне сблизился с местными эмигрантами-роялистами. Как подозревали, именно д’Антрег раскрыл британскому правительству содержание секретных условий Тильзитского договора.
22 июля 1812 года в деревне Барне, близ Лондона, граф д’Антрег и его жена были заколоты стилетом итальянским слугой по имени Лоренцо, которого они спровадили со службы. Убийца пользовался кинжалом, однако его самого нашли на месте преступления застрелившимся. Не исключено, что причиной убийства была не столько личная месть, сколько деньги, которые назначил за голову своего политического противника граф Провансский.